# Uri Smilansky
Uri Smilansky (* 1979 in Rehovot) ist ein israelischer Musiker und Musikwissenschaftler mit Hauptwohnsitz in England.

## Leben und Wirken

### Ausbildung
Uri Smilansky studierte von 1993 bis 1997 Musik, Komposition, Viola und Blockflöte an der Thelma Yelin High School for Music and the Arts in Tel Aviv/Israel und von 2001 bis 2005 Fidel bei Randall Cook und Blockflöte bei Conrad Steinmann an der Mittelalterabteilung der Schola Cantorum Basiliensis in Basel/Schweiz. 2010 erhielt er den Doktorgrad der University of Exeter bei Yolanda Plumley. Er ist Spezialist für die Musik der Ars subtilior. Zurzeit ist Smilansky mit Editionsarbeit für die neue Gesamtausgabe zum Werk von Guillaume de Machaut an der Universität Exeter beschäftigt.

### Musiker
Uri Smilansky diente von 1997 bis 2000 als Sergeant Major im Education Corps der israelischen Armee (Excelling Musicians Squad). Er spielt seit 2002 Fidel und Viola da gamba bei verschiedenen Ensembles für Musik des Mittelalters und Barockmusik. Er verfolgte eine weltweite Konzerttätigkeit, wirkt mit bei CD-Produktionen und Rundfunkaufnahmen. Solistisches und Ensemblespiel vollzieht er bei den Ensembles Leones (Marc Lewon), Perlaro, Dulce Melos, La Morra, In Echo und The Earle His Viols (Randall Cook). Sein eigenes Ensemble Le Basile gründete er 2003 mit der Sängerin Katharine Hawnt.

### Lehrtätigkeit
Uri Smilansky war 1999 bis 2000 Verantwortlicher Leiter der Ensemblearbeit an der Thelma Yelin High School/Israel, 2000 bis 2001 Blockflötenlehrer am Petach-Tikva Conservatory/Israel, 2004 bis 2006 Assistent an der Schola Cantorum Basiliensis und leitet gemeinsam mit Marc Lewon die zweijährige berufsbegleitende Fortbildungsreihe zur mittelalterlichen Musik Frühe Musik der Hohen Stände und die Resonanzen der Musik des Mittelalters in der Akademie Burg Fürsteneck.

## Diskografie
- Thro’ Seas Where Sail Was Never Spread Before, Ensemble Phoenix (Brascan Brasil S.A., 2000).
- The 2001 Aviv Competitions, solo (Jerusalem Music Centre, JMC-CD 123, 2002).
- Wind and Sea, Ensemble Phoenix (NMC, 2003).
- La Tavola Cromatica, The Earle His Viols & Evelyn Tubb (Raumklang, RK 2302, 2004).
- Otfrid von Weißenburg, Liber Evangeliorum, Ensemble Officium (Christophorus, CHR 77279, 2006).
- Flour de Beaulté, La Morra (Ramée, RAM 0602, 2006).
- Dame de deuil, La Morra (Et'cetera/Codaex, KTC 4011, 2005).
- Das Lochamer Liederbuch, Dulce Melos & Martin Hummel (Naxos 8.557803, 2008).
- Kyrie, The Oxford Clerkes & Le Basile (The Gift of Music, 2008).
- Vincenzo da Rimini, Perlaro (Rimini, 2009).
- Sotto l’imperio del possente prince – Hommage Music of the 14th and 15th Century, Ensemble Perlaro (Pan Classics, 2010).
- Les fantaisies de Josquin – The Instrumental Music of Josquin Desprez, Ensemble Leones (Christophorus, 2011) – enthält die Ersteinspielung der Komposition Sei gelobt, du Baum von Arvo Pärt.
- John Danyel – Songs to Mistress Anne Greene, A Garden of Eloquence: Katharine Hawnt, Ziv Braha, Uri Smilansky (Etcetera, 2011).
- Das Glogauer Liederbuch, Dulce Melos & Martin Hummel (Naxos 8.572576, 2012).
- The Birth of the Violin, Le Miroir de Musique (Ricercar, RIC 333, 2013).
- Colours in the Dark – The Instrumental Music of Alexander Agricola, Ensemble Leones (Christophorus, CHR 77368, 2013).
- Monteverdi’s Orfeo, The Taverner Consort & Players (AV2278, 2013)
- Argentum et Aurum – Musical Treasures from the Early Habsburg Renaissance, Ensemble Leones (Naxos 8.573346, 2015)